# 경기력 향상 연구 연금
경기력 향상 연구 연금(競技力向上硏究年金)은 대한민국에서 스포츠 선수를 대상으로 지금하는 연금으로, 올림픽, 아시아 경기 대회등 각종 국제 경기 대회에서 금메달, 은메달, 동메달 등 메달을 획득한 국가 대표 스포츠 선수들에게 지급하는 연금이다. 체육 연금(體育年金)이라고도 한다. 성적의 순위인 메달의 종류에 따라 지급되는 금액이 다르다. 또한 성적은 물론 대회에 따라 일정한 점수가 부여되어 액수가 다르게 지급된다.